# Forces unies de la jeunesse
Forces unies de la Jeunesse (FUJ) est le nom des premiers groupes de jeunes résistants créés en zone sud à l'intérieur du mouvement de résistance Combat, en 1942,. 
Début 1943, les trois grands mouvements de zone sud (Combat, Libération-Sud et Franc-Tireur) fusionnent pour devenir Mouvements unis de Résistance (MUR). Les FUJ regroupent alors l'ensemble des jeunes issus des 3 mouvements. 
La direction nationale des FUJ est historiquement basée à Lyon, et Hugues Barange, maître d’internat au Lycée Lalande à Bourg-en-Bresse en est le premier responsable.
C'est également à ce moment que le gouvernement de Vichy adopte un nouveau dispositif de réquisitions, avec la loi du 16 février 1943 qui institue le « service du travail obligatoire » (STO). Les mouvements de Résistance spécifiques à la jeunesse et les maquis vont alors croitre, afin d'aider les jeunes qui souhaitent échapper au STO. Le 21 mai 1943, lors d'une opération spectaculaire, un commando des FUJ de Bourg-en-Bresse détruit le fichier départemental du STO de l’Ain. Il s'en suivra une série d'arrestations, décapitant temporairement la tête de l'organisation.
Cette organisation de jeunes se dote d'un organe de presse qui porte également le nom de Forces unies de la Jeunesse et qui éditera une dizaine de numéro au cours de l'année 1943.
En octobre 1943, les Forces unies de la Jeunesse fusionnent avec le Front patriotique de la jeunesse (FPJ, proche du Parti Communiste) pour devenir les Forces unies de la jeunesse patriotique.